# Merwilla
Merwilla es un género con tres especies de plantas con flores perteneciente a la antigua familia Hyacinthaceae, ahora incluida con las escilóideas. Es originario de Sudáfrica.

## Taxonomía
El género fue descrito por Franz Speta y publicado en Die Pflanzenwelt Ost-Afrikas 38(1): 107. 1998.

## Especies
- Merwilla dracomontana (Hilliard & B.L.Burtt) Speta	 		SA
- Merwilla lazulina (Wild) Speta	 		TA
- Merwilla plumbea (Lindl.) Speta